# Озеро «Стибин» (пам'ятка природи)

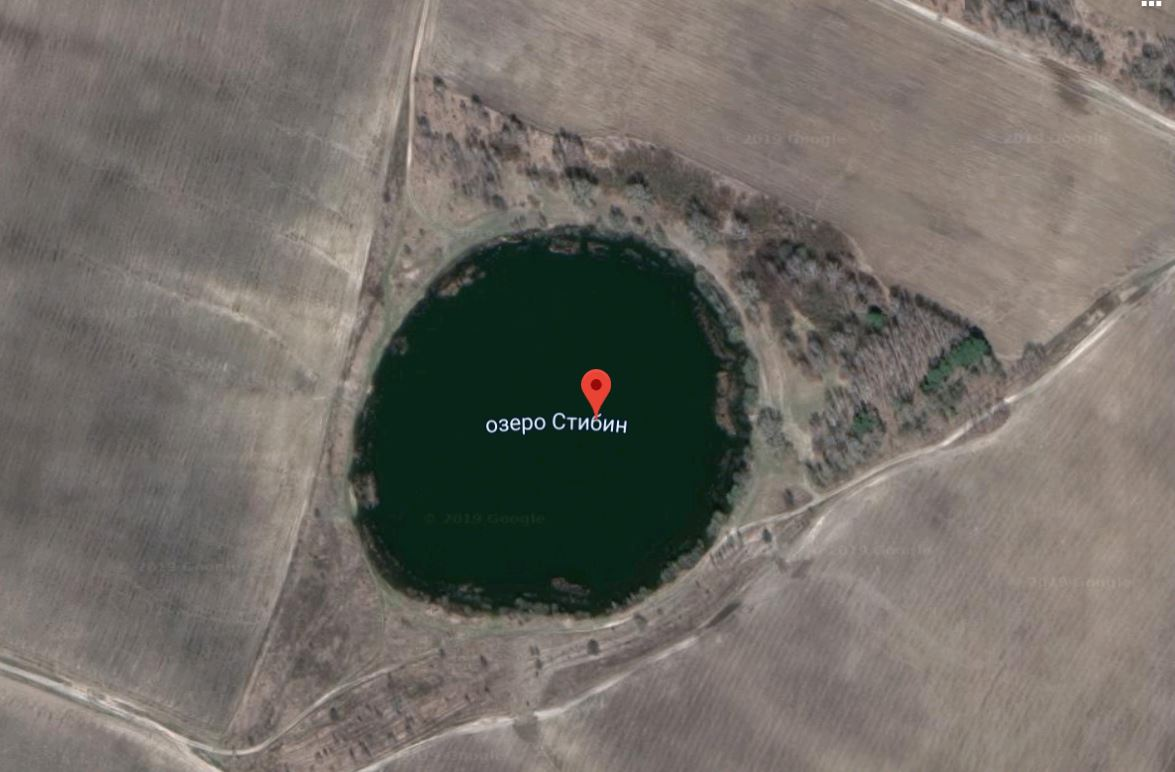
Озеро Стибин (карта)

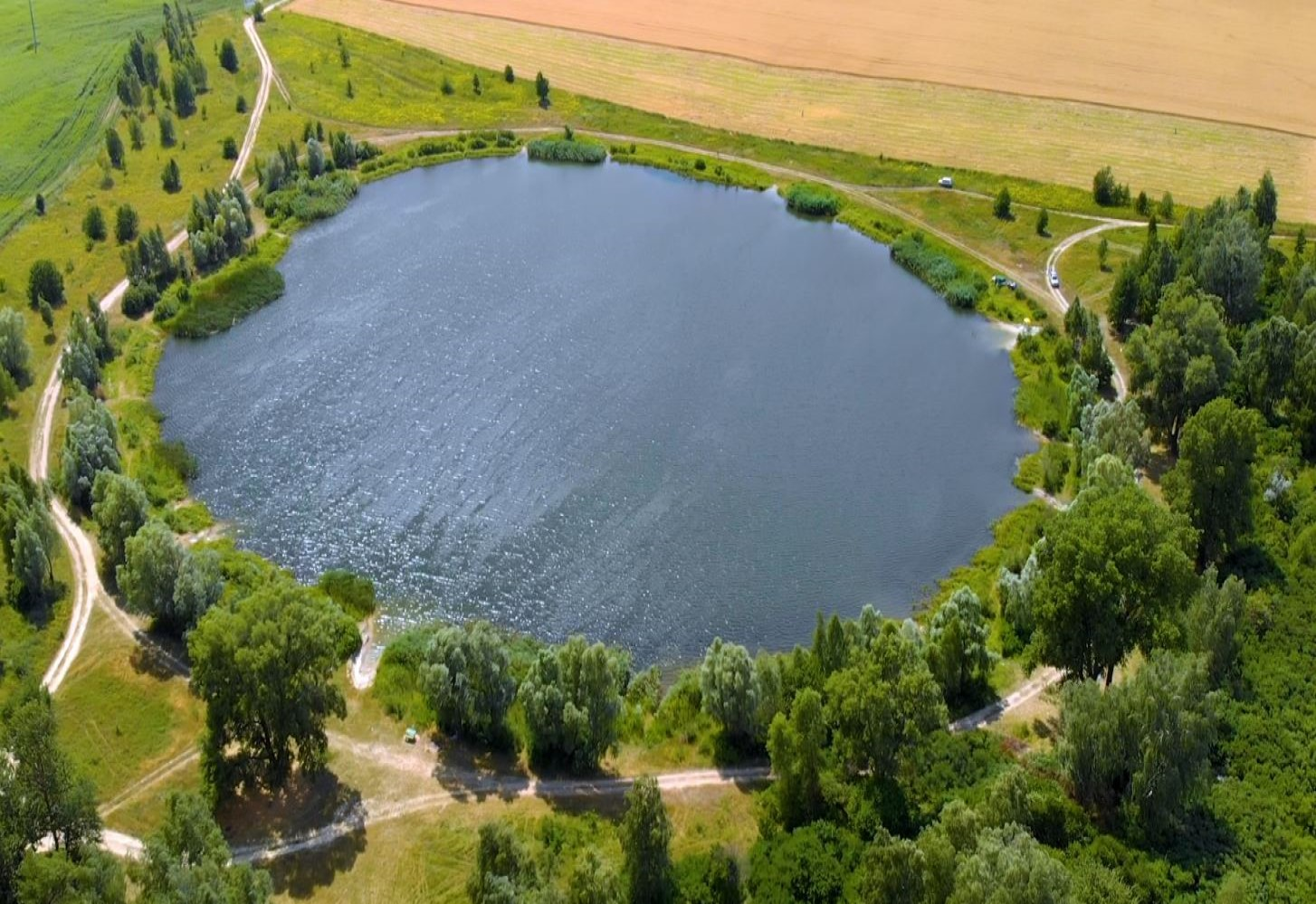
Озеро Стибин

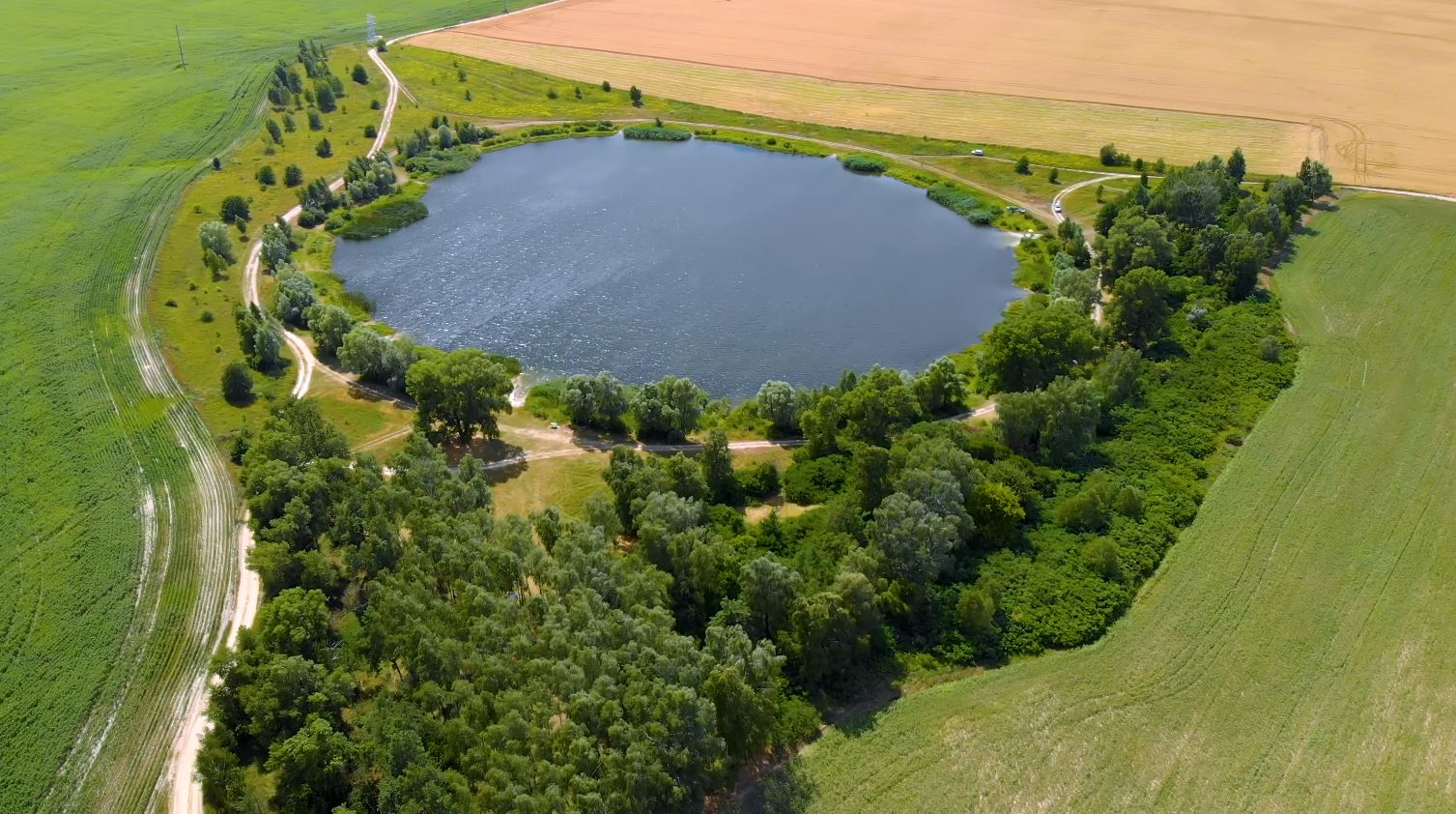
Озеро Стибин (2019)

Озеро «Сти́бин» — гідрологічна пам'ятка природи місцевого значення в Україні. Розташована в межах Чернігівського району Чернігівської області, на південь від села Савин.
Площа 4,4 га. Статус присвоєно згідно з рішенням Чернігівського облвиконкому від 13.11.1966 року № 643; від 10.06.1972 року № 303; від 27.12.1984 року № 454; від 28.08.1989 року № 164. Перебуває у віданні Савинської сільської ради.
Статус присвоєно для збереження мальовничого озера, розташованого в неглибокій чашоподібні западині. Озеро майже круглої форми, розмірами 200х220 м, максимальна глибина бл. 18 м. (дані на 2019 р). Озеро постійно замулюється, через що щороку глибина стає меншою: так, приблизно на поч. ХХ ст. глибина сягала понад 20 м, через що озеро і має другу назву «Глибоке».
Озеро Стибин має паралельні назви — «Кругле», «Глибоке», які й досі лишаються у вжитку місцевим населенням.
Озеро Стибин є досить загадковим. Так, походження його назви невідоме, але збереглася легенда про виникнення самого озера, яку можна віднести до розрядку космогонічних: «Якось нечиста сила вирвала величезний шмат землі та утворила таким чином гору, а вирву заповнила водою». Озеро, напевне, має метеоритне походження — в такому разі легенда про т. зв. «нечисту силу» виглядає цілком правдиво.
Серед місцевих мешканців відоме як цілюще: вважається, що його вода сприяє загоєнню ран та лікуванню хвороб шкіри. Стибин є улюбленим місцем відпочинку мешканців та гостей села Савин: чиста прозора вода, пісчаний пляж, пологий спуск до води та розмаїття тінистих кущів та дерев по всьому периметру озера роблять його комфортним для купання.